# Чечёткин, Павел Анатольевич
Павел Анатольевич Чечёткин (род. 1978, Пермь) — русский поэт. Лауреат всероссийская молодёжной премии памяти Ильи Тюрина «Илья-Премия» (2002). Председатель Пермского отделения Союза российских писателей (с 2008).
В 2001 году окончил филологический факультет Пермского университета, далее — аспирантуру кафедры философии ПГТУ (2003–2006). Также имеет незаконченное богословское образование (Москва, Свято-Тихоновский богословский институт).
Печатается с 1998 года (первая публикация в журнале «Православная беседа»). Публиковался в журналах «День и ночь», «Знамя», «Континент», «Урал», «Уральская новь», сборнике «Дикороссы. Приют неизвестных поэтов».
Автор книги «Небесный заяц» и «Павел и Анна» (в соавторстве с Анной Павловской).
С 2004 г. — член Союза российских писателей.
С 2008 года — председатель Пермского отделения Союза российских писателей.
С 2010 года — редактор литературного журнала "Вещь".
В 2014 году издал книгу "Кот Несмеяны".
В 2014 начал вместе с Борисом Эренбургом проводить поэтический фестиваль "Компрос". (В 2015 г. состоялся второй раз).
Живёт в Перми, работает в строительном бизнесе.

## Награды и премии
- Лауреат всероссийская молодёжной премии памяти Ильи Тюрина «Илья-Премия» (2002).
- Лауреат пермской городской премии им. Мерзлякова (2004).
- Лауреат  молодёжной премии «Триумф» (2004)[3].